# NK Cestogradnja Zagreb
Nogometni klub Cestogradnja Zagreb bio je hrvatski nogometni klub iz Zagreba. 
Bila je momčad tvrtke koja se tijekom godina zvala Komunalac, Cesta i Cestogradnja. 

## Povijest
Klub je osnovan u srpnju 1952. pod imenom Komunalac. Klub je isprva igrao na igralištu na Donjim Sveticama. Dana 23. siječnja 1960. klub mijenja ime u Cesta. Domaće utakmice od 1968. igra na igralištu na Savici gdje danas igra ZET. Godine 1978. mijenja ime u Cestogradnja. Klub prestaje djelovati 1987. kada se ujedinjuje sa ZET-om. Nosi naziv ZET-Cestograd do 2001. kada mijenja ime u ZET.
Veterani djeluju od 1977. pod nazivom Cesta. Iduće godine mijenjaju ime u Cestogradnja. Pod tim imenom igraju do 2002. kada su preimenovani u Zagrebačke ceste. Od 2003. nazivaju se NKV ZG 2003.